# ارکیده ریشوی دیرشکوفه
ارکیده ریشوی دیرشکوفه (نام علمی: Calochilus therophilus) نام یک گونه از سرده ارکیده‌های ریشو است.